# Liste der denkmalgeschützten Objekte in Ladendorf
Die Liste der denkmalgeschützten Objekte in Ladendorf enthält die 20 denkmalgeschützten, unbeweglichen Objekte der niederösterreichischen Marktgemeinde Ladendorf im Bezirk Mistelbach.

## Denkmäler
| Foto |                 | Denkmal                                                                  | Standort                                          | Beschreibung | Metadaten |
| ---- | --------------- | ------------------------------------------------------------------------ | ------------------------------------------------- | --- | --- |
| ja   | Datei hochladen | Ortskapelle HERIS-ID: 25334 Objekt-ID: 21759                             | Garmanns 57 Standort KG: Garmanns                 | Die Ortskapelle in Garmanns wurde 1898 aus privaten Spenden erbaut. | BDA-Hist.: Q37892593 Status: § 2a Stand der BDA-Liste: 2025-06-30 Name: Ortskapelle GstNr.: .84 Ortskapelle Garmanns, Gemeinde Ladendorf                                  |
| ja   | Datei hochladen | Bildstock HERIS-ID: 84334 Objekt-ID: 98424                               | bei Grafensulz 26 Standort KG: Grafensulz         | | BDA-Hist.: Q38182600 Status: § 2a Stand der BDA-Liste: 2025-06-30 Name: Bildstock GstNr.: 289                                                                             |
| ja   | Datei hochladen | Kath. Pfarrkirche hl. Ägyd und Friedhof HERIS-ID: 25335 Objekt-ID: 21760 | Grafensulz 78 Standort KG: Grafensulz             | Die spätromanische, von einem Friedhof umgebene Saalkirche wurde im 13. Jahrhundert unter Einbeziehung eines romanischen Karners aus dem 12. Jahrhundert erbaut und später barock verändert. | BDA-Hist.: Q22693474 Status: § 2a Stand der BDA-Liste: 2025-06-30 Name: Kath. Pfarrkirche hl. Ägyd und Friedhof GstNr.: 347 Pfarrkirche hl. Ägyd und Friedhof, Grafensulz |
| ja   | Datei hochladen | Gnadenstuhl HERIS-ID: 25336 Objekt-ID: 21761                             | Grafensulz 1, in der Nähe Standort KG: Grafensulz | Der mit der Jahreszahl 1839 bezeichnete Bildstock besteht aus einem Gnadenstuhl auf einem achtseitigen Pfeiler. | BDA-Hist.: Q37892646 Status: § 2a Stand der BDA-Liste: 2025-06-30 Name: Gnadenstuhl GstNr.: 194 Grafensulz Gnadenstuhl                                                    |
| ja   | Datei hochladen | ehem. Pfarrhof HERIS-ID: 25338 Objekt-ID: 21763                          | Herrnleis 1 Standort KG: Herrnleis                | Im zweigeschoßigen Gebäude befindet sich ein Raum mit Rankenmalerei und Landschaftsdarstellungen aus der Zeit um 1800. | BDA-Hist.: Q37892672 Status: Bescheid Stand der BDA-Liste: 2025-06-30 Name: ehem. Pfarrhof GstNr.: 9                                                                      |
| ja   | Datei hochladen | Pfeilerkreuz HERIS-ID: 84331 Objekt-ID: 98421                            | neben Herrnleis 59 Standort KG: Herrnleis         | Der vermutlich im 17. Jahrhundert errichtete Bildstock besteht aus einem Steinkreuz auf einer Rundsäule. | BDA-Hist.: Q38182591 Status: § 2a Stand der BDA-Liste: 2025-06-30 Name: Pfeilerkreuz GstNr.: 133                                                                          |
| ja   | Datei hochladen | Kath. Pfarrkirche hl. Nikolaus HERIS-ID: 25337 Objekt-ID: 21762          | Herrnleis 84 Standort KG: Herrnleis               | Das spätbarocke Langhaus der Kirche wurde von 1774 bis 1776 errichtet, wobei teilweise mittelalterliches Mauerwerk einbezogen wurde. Auch der Turm ist älteren Datums: Er stammt aus der Gotik. Der Barockmaler Martin Johann Schmidt schuf die Altarblätter am Hochaltar (1776) und Seitenaltar (1777).                                                                            | BDA-Hist.: Q2082684 Status: § 2a Stand der BDA-Liste: 2025-06-30 Name: Kath. Pfarrkirche hl. Nikolaus GstNr.: 1 Pfarrkirche Herrnleis                                     |
| ja   | Datei hochladen | Schüttkasten HERIS-ID: 30034 Objekt-ID: 26759                            | Herrnleis 84, bei Standort KG: Herrnleis          | In der Senke am Beginn der Kellergasse steht der Schüttkasten der ehemaligen Landwirtschaft der Pfarre. | BDA-Hist.: Q37929764 Status: § 2a Stand der BDA-Liste: 2025-06-30 Name: Schüttkasten GstNr.: 3                                                                            |
| ja   | Datei hochladen | Schloss, sog. Amtsgebäude und Toranlage HERIS-ID: 25340 Objekt-ID: 21765 | Am Schloßberg 1 Standort KG: Ladendorf            | Das Schloss wurde im 17. Jahrhundert erbaut und 1722 vermutlich nach Plänen des Architekten Donato Felice d’Allio umgebaut. Das Verwaltungsgebäude östlich des Schlosses stammt aus dem 18. Jahrhundert. Im Osten des Schlossparks bei der Pfarrkirche befindet sich eine große Portalanlage aus dem zweiten Viertel des 18. Jahrhunderts.                                          | BDA-Hist.: Q18412903 Status: Bescheid Stand der BDA-Liste: 2025-06-30 Name: Schloss, sog. Amtsgebäude und Toranlage GstNr.: 177, 176 Schloss Ladendorf                    |
| ja   | Datei hochladen | Pranger HERIS-ID: 83694 Objekt-ID: 97735                                 | gegenüber Hauptplatz 2 Standort KG: Ladendorf     | Der Pranger in Ladendorf wird auf die Zeit um 1640 datiert. Er hat ein rundes gemauertes Fundamten, einen kurzen achteckigen Sockel und einen hohen achteckigen Säulenschaft, auf dem über einer ebenfalls achteckigen Kragenplatte ein vasenförmiger Aufbau mit bekrönender Steinkugel ruht. Am Schaft sind noch die eingelassenen Klammern zur Befestigung von Personen zu sehen. | BDA-Hist.: Q38181116 Status: § 2a Stand der BDA-Liste: 2025-06-30 Name: Pranger GstNr.: 840/2                                                                             |
| ja   | Datei hochladen | Kriegerdenkmal HERIS-ID: 83695 Objekt-ID: 97736                          | gegenüber Hauptplatz 1 Standort KG: Ladendorf     | Das Kriegerdenkmal ist laut Inschrift „Den Helden und Opfern der Weltkriege 1914–1918, 1939–1945“ gewidmet. | BDA-Hist.: Q38181122 Status: § 2a Stand der BDA-Liste: 2025-06-30 Name: Kriegerdenkmal GstNr.: 1224 Kriegerdenkmal Ladendorf                                              |
| ja   | Datei hochladen | Denkmal für russische Soldaten HERIS-ID: 83696 Objekt-ID: 97737          | gegenüber Hauptplatz 1 Standort KG: Ladendorf     | Laut Inschrift wurden hier 31 Soldaten und 5 Unbekannte begraben. | BDA-Hist.: Q38181133 Status: § 2a Stand der BDA-Liste: 2025-06-30 Name: Denkmal für russische Soldaten GstNr.: 1224 Ladendorf Russendenkmal                               |
| ja   | Datei hochladen | Marienkapelle HERIS-ID: 25343 Objekt-ID: 21768                           | gegenüber Kapellenstraße 4 Standort KG: Ladendorf | Die barocke Kapelle wurde um 1730 erbaut. Der Bildhauer Giovanni Baratta schuf 1731 eine Immaculata-Marmorfigur. | BDA-Hist.: Q37892711 Status: § 2a Stand der BDA-Liste: 2025-06-30 Name: Marienkapelle GstNr.: 1225 Marienkapelle Ladendorf                                                |
| ja   | Datei hochladen | Kapelle hl. Johannes Nepomuk HERIS-ID: 83698 Objekt-ID: 97739            | gegenüber Hauptstraße 95 Standort KG: Ladendorf   | Die Kapelle wurde um 1800 erbaut. | BDA-Hist.: Q38181148 Status: § 2a Stand der BDA-Liste: 2025-06-30 Name: Kapelle hl. Johannes Nepomuk GstNr.: 643 Ladendorf Nepomukkapelle                                 |
| ja   | Datei hochladen | Pfarrhof HERIS-ID: 34300 Objekt-ID: 32492                                | Kirchenzeile 3 Standort KG: Ladendorf             | Der Pfarrhof wurde Ende des 18. Jahrhunderts erbaut und später verändert. Sein Walmdach stammt aus der Mitte des 19. Jahrhunderts. | BDA-Hist.: Q37957227 Status: § 2a Stand der BDA-Liste: 2025-06-30 Name: Pfarrhof GstNr.: 111                                                                              |
| ja   | Datei hochladen | Kath. Pfarrkirche hl. Andreas HERIS-ID: 25339 Objekt-ID: 21764           | Kirchenzeile 3a Standort KG: Ladendorf            | Die spätbarocke Kirche wurde 1766 nach Plänen des Architekten Peter Mollner erbaut. Der Hochaltar aus der zweiten Hälfte des 18. Jahrhunderts befand sich ursprünglich in der Barbarakirche in Wien. | BDA-Hist.: Q1276546 Status: § 2a Stand der BDA-Liste: 2025-06-30 Name: Kath. Pfarrkirche hl. Andreas GstNr.: 106 Pfarrkirche Ladendorf                                    |
| ja   | Datei hochladen | Figurenbildstock hl. Bischof HERIS-ID: 83697 Objekt-ID: 97738            | bei Obere Dorfstraße 36 Standort KG: Ladendorf    | Der Bildstock stammt aus dem Barock. | BDA-Hist.: Q38181140 Status: § 2a Stand der BDA-Liste: 2025-06-30 Name: Figurenbildstock hl. Bischof GstNr.: 594                                                          |
| ja   | Datei hochladen | Kaiser Franz Joseph-Denkmal HERIS-ID: 83736 Objekt-ID: 97779             | Standort KG: Ladendorf                            | | BDA-Hist.: Q38181238 Status: § 2a Stand der BDA-Liste: 2025-06-30 Name: Kaiser Franz Joseph-Denkmal GstNr.: 115/4                                                         |
| ja   | Datei hochladen | Kath. Filialkirche hl. Dreifaltigkeit HERIS-ID: 25346 Objekt-ID: 21771   | Bahnstraße 6 Standort KG: Neubau                  | Die Kirche wurde 1950 nach Plänen des Architekten Karl Holey erbaut. Der Künstler Hermann Bauch gestaltete die Glasfenster. | BDA-Hist.: Q19279611 Status: § 2a Stand der BDA-Liste: 2025-06-30 Name: Kath. Filialkirche hl. Dreifaltigkeit GstNr.: .174 Filialkirche Neubau (Gemeinde Ladendorf)       |
| ja   | Datei hochladen | Ortskapelle hl. Markus HERIS-ID: 59556 Objekt-ID: 70952                  | Pürstendorf 48 Standort KG: Pürstendorf           | Das romanische Langhaus weist eine Wölbung aus dem 17. Jahrhundert auf. Der Chor stammt aus der Frühgotik, der östliche Dachreiter vermutlich aus dem 19. Jahrhundert. Ein der Kapelle angeschlossener romanischer Karner wird als Sakristei genutzt. | BDA-Hist.: Q38087724 Status: § 2a Stand der BDA-Liste: 2025-06-30 Name: Ortskapelle hl. Markus GstNr.: 147 Markuskapelle Pürstendorf                                      |